# 金婚式 (楽曲)
『金婚式』（きんこんしき、原題：La cinquantaine）は、フランスの作曲家ガブリエル・マリが1887年頃に作曲した楽曲。『古い様式によるエール（Air dans le Style ancien）』という副題が付けられている。

## 概要
現在、作曲者の作品の中では唯一知られている曲で、もとは『チェロとピアノのための2つの小品（Deux Pieces pour Cello et Piano）』の2曲目であるが、チェロの代わりにヴァイオリンで演奏されることも多く、その旋律の単純な美しさからオーケストラやピアノ独奏用にも編曲され、広く演奏されている。
金婚式（結婚記念日）のお祝いという目的や、ヴァイオリンで演奏される場合はG線を使わないので澄んだ音色となり、演奏技術上も多くを求められないため、原曲をも超えてヴァイオリン愛好家に広く親しまれ、人気の高い作品である。
日本における演奏（録音）のもっとも早い例として、1934年に当時14歳の諏訪根自子がSPレコードで録音を残している（コロムビアレコード）。

## 構成
イ短調、アンダンティーノ、2分の2拍子、三部形式。
弱起（アウフタクト）で開始される、フリッツ・クライスラーの『愛の悲しみ』にも似た "E-A-E-E-E-E-D-E-F" の優雅な主題を、ピアノの簡単な低音が支える。
中間部は同主調のイ長調へ転調し、堂々とした  で華やかな曲調となり、"Cis-E-A-Cis" のファンファーレがお祝いを演出する。